# Нункини
Нункини́ (исп. Nunkiní) — посёлок в Мексике, в штате Кампече, входит в состав муниципалитета Калькини. Численность населения, по данным переписи 2020 года, составила 6485 человек.

## Общие сведения
Название Nunkiní с майянского языка можно перевести как: дорога солнца, по другим версиям: солнечный удар или место рождения солнца.
Нункини́ был основан в середине XV века.
В конце XVI — начале XVII века в поселении была построена церковь Апостола Иакова.
Нункини́ известен своим производством тканей петате для скатертей и вещмешков.
Нункини́ расположен в 9 км западнее административного центра — города Калькини.

## Население
| Год  | Численность | Численность |
| ---- | ----------- | ----------- |
| 2000 | 5159        | [ 8 ]       |
| 2005 | 5556        | [ 9 ]       |
| 2010 | 5859        | [ 10 ]      |
| 2020 | 6485        | [ 11 ]      |